# ロサルバ・フォルチニティ
ロサルバ・フォルチニティ（Rosalba Forciniti、1986年2月13日 - ）はイタリアのコゼンツァ出身の柔道選手。階級は女子52kg級。身長159cm。

## 人物
ジュニアの頃は52kg級の選手だったが、2006年にシニアになると57kg級に階級を上げたものの、2008年には再び52kg級に階級を戻した。2010年のヨーロッパ選手権では2位となるが、世界選手権では3回戦で敗れた。2011年のグランドスラム・リオデジャネイロでも2位となるが、世界選手権ではまたも3回戦で敗れた。2012年のロンドンオリンピックでは準決勝で北朝鮮の安琴愛に敗れるも、3位決定戦ではルクセンブルクのマリー・ミュラーを破り、銅メダルを獲得した。その後結婚及び出産を経て、2018年には地元で開催されたヨーロッパオープン・ローマで国際大会に復帰するが3位だった。

## 主な戦績
- 2003年 - ヨーロッパジュニア　優勝
- 2004年 - 世界ジュニア　5位
- 2007年 - ミリタリーワールドゲームズ　3位(57kg級)
- 2007年 - ヨーロッパU23柔道選手権大会　5位(57kg級)
- 2008年 - イタリア国際　3位
- 2008年 - ヨーロッパU23柔道選手権大会　3位
- 2009年 - 地中海競技大会　2位
- 2010年 - ヨーロッパ選手権　個人戦　2位　団体戦　優勝
- 2010年 - グランドスラム・リオデジャネイロ　5位
- 2010年 - ワールドカップ・サンパウロ　5位
- 2010年 - グランプリ・アブダビ　5位
- 2011年 - ワールドカップ・プラハ　5位
- 2011年 - グランドスラム・リオデジャネイロ　2位
- 2011年 - ミリタリーワールドゲームズ　5位
- 2011年 - ワールドカップ・ローマ　3位
- 2011年 - ワールドカップ・ミンスク　2位
- 2011年 - グランドスラム・東京　5位
- 2012年 - ワールドカップ・ワルシャワ　2位
- 2012年 -　ロンドンオリンピック　3位
- 2013年 - ヨーロッパオープン・ローマ　優勝
- 2014年 - グランプリ・トビリシ　2位
- 2018年 -　ヨーロッパオープン・ローマ　3位

(出典、JudoInside.com)